# Aardbei (geslacht)
Aardbei (Fragaria) is een geslacht van bloeiende planten uit de rozenfamilie (Rosaceae), waarvan er enkele geteeld worden om de eetbare schijnvruchten. De botanische naam Fragaria komt van het Latijnse woord 'fragum' (stam 'frag-') wat aardbei betekent, en het suffix '-aria', wat hier zoveel betekent als -achtig: aardbei-achtig. In de symboliek staat de aardbei voor kortstondig genot. Op veel oude schilderijen is daarom de aardbei afgebeeld om kortstondig genot te symboliseren.
Van de bosaardbei werden de eetbare vruchten al in de Romeinse tijd, en mogelijk veel eerder, verzameld. Apuleius noemde ze vanwege het medicinaal gebruik. Vanaf de 14e eeuw werd de plant, te beginnen in Frankrijk, uit het wild in tuinen aangeplant. Karel V van Frankrijk liet in 1368 in de tuinen van het Louvre 1200 bosaardbeien aanplanten. Vanaf de 17e eeuw werd eerst in Duitsland, later in Engeland, ook de grote bosaardbei gecultiveerd om de eetbare vruchten. De nu alom geteelde aardbei of tuinaardbei, een kruising tussen Fragaria chiloensis en Fragaria virginiana, ontstond kort na 1750 in Bretagne, nadat de beide oudersoorten daar uit de Amerika's waren ingevoerd.

## Kenmerken
De soorten in dit geslacht zijn laagblijvende, kruipende, toevenvormende meerjarige planten die zich via uitlopers uitbreiden. Het handvormig samengestelde blad bestaat uit drie zittende of kort gesteelde ovale deelblaadjes die aan de rand getand zijn, behalve bij de voet, waar de bladrand gaaf is. De vijftallige bloemen dragen vijf, meestal witte, soms roze, kroonbladeren met een afgeronde top. Daaronder staan vijf groene, aan de top toegespitste kelkbladeren. Tussen de kelkbladeren staan vijf smallere groene, eveneens toegespitste blaadjes van de bijkelk. In het hart van de bloem staat een groot aantal vruchtbeginsels. Daaromheen staan 20 meeldraden met gele afgeplatte helmknoppen. Enkele soorten, waaronder de grote bosaardbei en Fragaria chiloensis, hebben eenslachtige bloemen, waarbij in het hart van de bloem dus uitsluitend vruchtbeginsels of uitsluitend meeldraden staan. De vrucht is een schijnvrucht die ontstaat uit de uitgegroeide bloembodem. De eigenlijke vruchten (nootjes) zijn te herkennen als pitjes op het oppervlak ervan. Bij polyploïde soorten en kruisingen komen vaak bloemen voor met meer dan vijf kroonbladeren, waarbij ook de kelk en de bijkelk meer dan vijf bladeren hebben, en waarbij het aantal meeldraden groter is dan 20.

## Soorten
Wereldwijd worden er ongeveer 20 soorten onderscheiden. Een sleutelfactor is het aantal chromosomen. Het basale aantal is 7; een diploïde plant heeft dus 2×7 = 14 chromosomen. Diverse soorten vertonen polyploïdie, waarbij het aantal chromosomen een groter veelvoud van 7 is. Er komen tetraploïde (vier sets, 28 chromosomen), hexaploïde (zes sets, 42 chromosomen), octoploïde (acht sets, 56 chromosomen) en decaploïde (tien sets, 70 chromosomen) soorten en hybriden voor. Een bijzondere kruising is de decaploïde Fragaria × vescana, tussen F. × ananassa en F. vesca. Omdat een kruising tussen een diploïde en een octoploïde aardbei geen vruchtbare zaden oplevert, werden kiemplanten van F. vesca met colchicine behandeld, waarbij planten met een dubbel aantal of groter veelvoud aan chromosomen ontstonden. Planten met meer chromosomen zijn doorgaans forser, en produceren grotere schijnvruchten.
In Nederland en België komen de diploïde bosaardbei (Fragaria vesca) en de zeldzame hexaploïde grote bosaardbei (Fragaria moschata) in het wild voor.

### Diploïde soorten

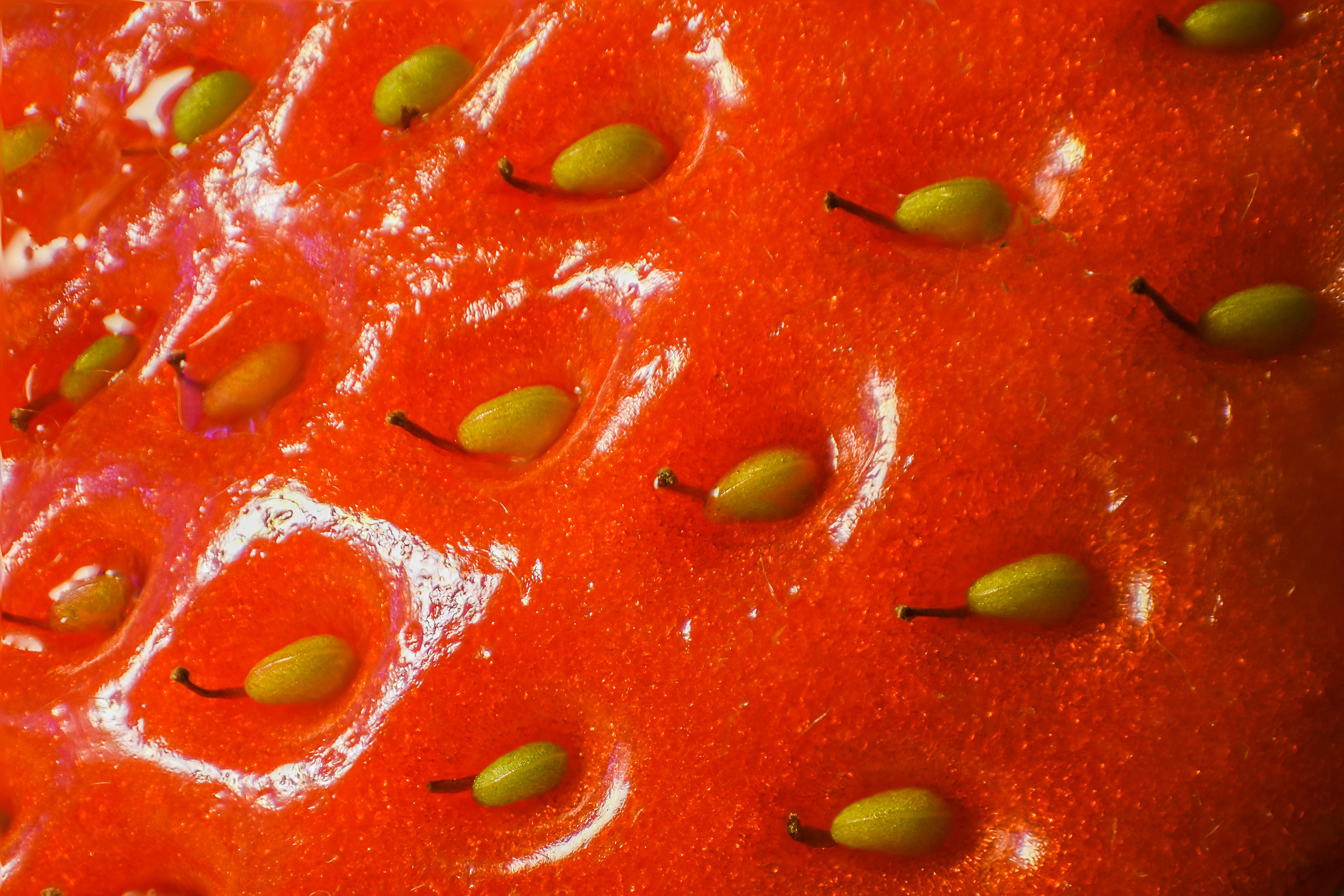
Nootjes, de eigenlijke vruchten, ingebed in de uitgegroeide bloembodem

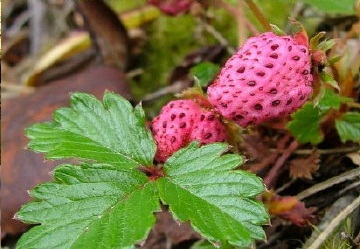
Fragaria daltoniana, een soort uit de Himalaya

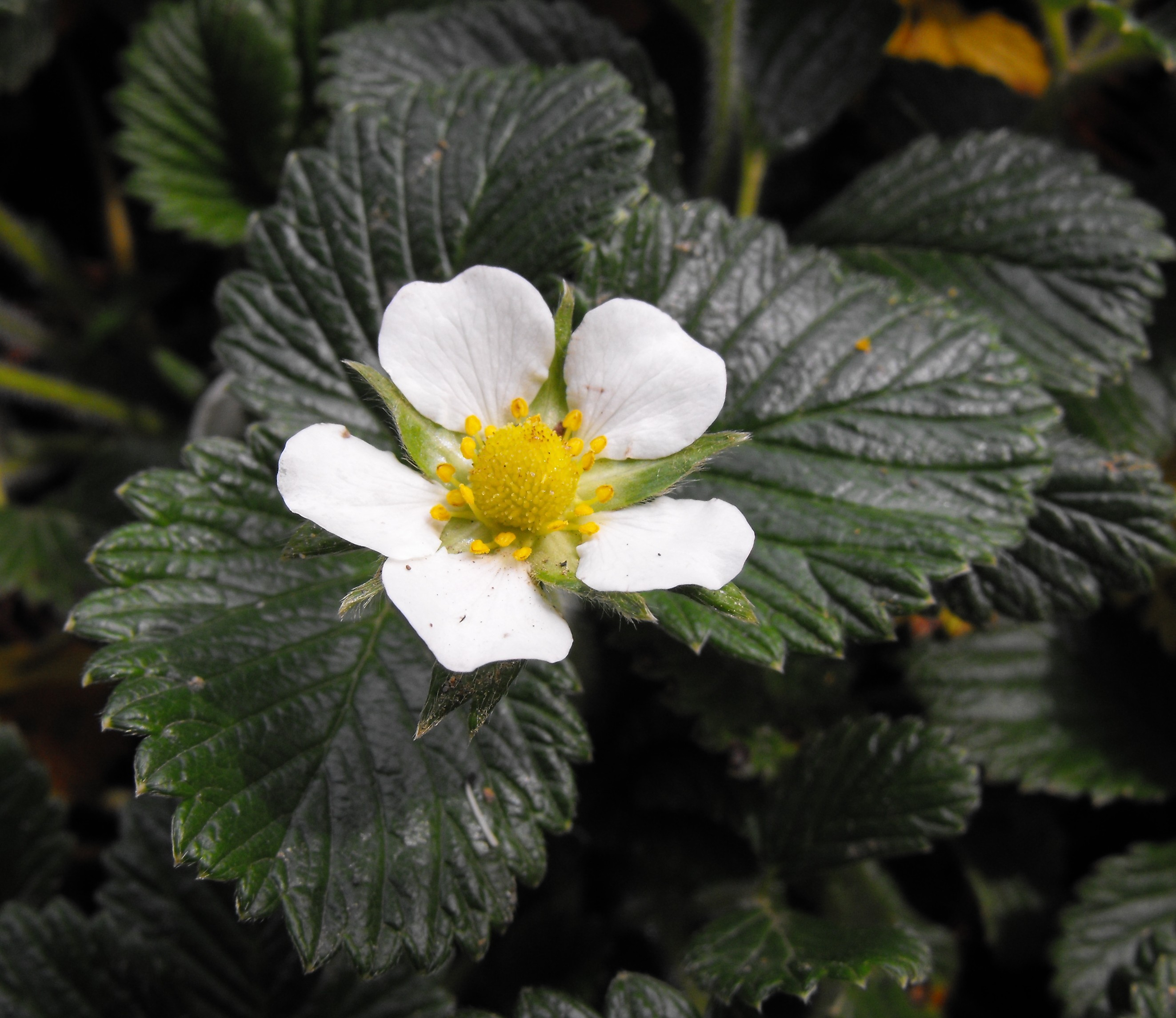
Bloem van Fragaria nilgerrensis, een Aziatische soort

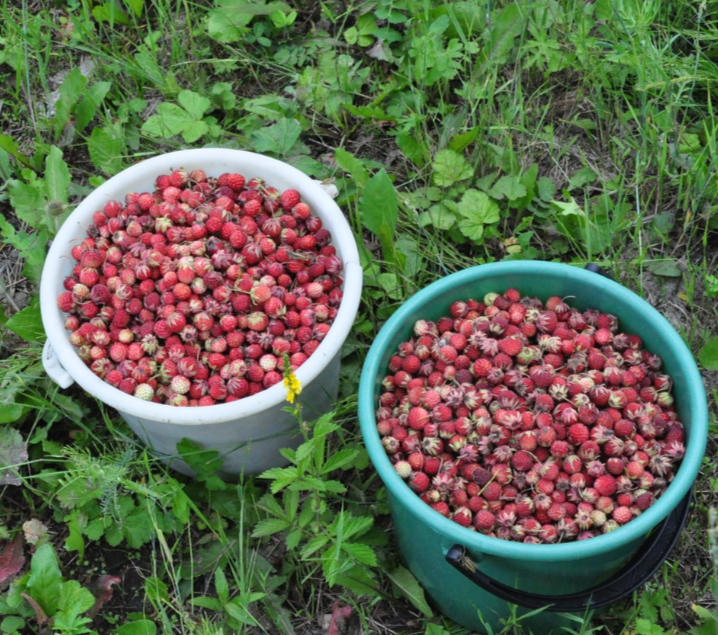
Wilde aardbeien (Fragaria viridis) verzameld in Boerjatië, Rusland

- Fragaria bucharica Losinsk. (China)
- Fragaria daltoniana J.Gay (Himalaya)
- Fragaria gracilis Losinsk. (China)
- Fragaria iinumae Makino (Oost-Rusland, Japan)
- Fragaria mandshurica Staudt (China)
- Fragaria nilgerrensis Schlecht. ex J.Gay (Zuid- en Zuidoost-Azië)
- Fragaria nipponica Makino (Japan)
- Fragaria nubicola Lindl. ex Lacaita (Himalaya)
- Fragaria pentaphylla Losinsk. (China)
- Fragaria vesca L. – Bosaardbei (Noordelijk halfrond)
- Fragaria viridis Weston Heuvelaardbei (Europa, Centraal-Azië)
- Fragaria yezoensis H.Hara (Noordoost-Azië)

### Tetraploïde soorten
- Fragaria moupinensis Cardot (China)
- Fragaria orientalis Losinsk. (Oost-Azië, Oost-Siberië)

### Hexaploïde soorten
- Fragaria moschata Weston – Grote bosaardbei (Europa)

### Octoploïde soorten en hybriden
- Fragaria × ananassa (Duchesne ex Weston) Duchesne ex Rozier – Aardbei of tuinaardbei
- Fragaria chiloensis (L.) Mill. (Westen van Noord- en Zuid-Amerika)
- Fragaria virginiana Mill. (Oosten van Noord-Amerika)

### Decaploïde soorten en hybriden
- Fragaria cascadensis K.E. Hummer (Cascadegebergte in Oregon)
- Fragaria iturupensis Staudt (Itoeroep, Koerilen)
- Fragaria × vescana Rud.Bauer & A.Bauer Fragaria vesca × Fragaria ×ananassa

... · 
Acaena (stekelnootje) · 
Adenostoma · 
Agrimonia (agrimonie) · 
Alchemilla (vrouwenmantel) · 
Amelanchier (krentenboompje) · 
Aphanes (leeuwenklauw) · 
Aronia (appelbes) · 
Aruncus · 
Comarum · 
Cotoneaster (dwergmispel) · 
Crataegus (meidoorn) · 
Cydonia (kweepeer) · 
Dryas · 
Eriobotrya · 
Filipendula (spirea) · 
Fragaria (aardbei) · 
Geum (nagelkruid) · 
Hagenia · 
Kerria (ranonkelstruik) · 
Malus (appel) · 
Mespilus · 
Potentilla (ganzerik) · 
Prunus · 
Pyracantha (vuurdoorn) · 
Pyrus (peer) · 
Rosa (roos) · 
Rubus (braam) · 
Sanguisorba (pimpernel) · 
Sorbaria · 
Sorbus (lijsterbes) · 
...